# Предплюсна

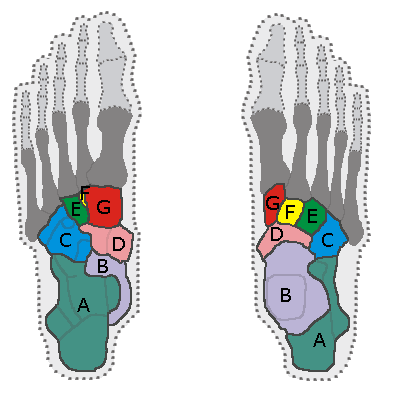
Кости предплюсны человека (слева — вид правой стопы снизу; справа — вид правой стопы сверху): A — пяточная, B — таранная, C — кубовидная, D — ладьевидная, E-F-G — латеральная, промежуточная и медиальная клиновидные кости.

Предплюсна́ (лат. tarsus) — совокупность небольших костей стопы, заключённых между костями голени (больше- и малоберцовой) проксимально и костями плюсны — дистально. Сустав, образующийся между костями голени и предплюсной (точнее — её таранной костью) называется голеностопным.

## Эволюционное развитие
У первых наземных позвоночных (стегоцефалы) предплюсна состояла из множества небольших костей, малоподвижно соединённых как друг с другом, так и с костями голени. В связи с приспособлением к прыганию постепенно сформировался голеностопный сустав, при этом две проксимальные кости (соответствующие у человека таранной и пяточной) несколько удлинились для формирования дополнительного рычага для стопы.
У пресмыкающихся и птиц проксимальные кости предплюсны снова неподвижно соединяются с костями голени (у птиц — даже срастаются), а дистальные кости предплюсны так же неподвижно сочленяются к костями плюсны. При этом для обеспечения подвижности между голенью и стопой образуется особый интертарзальный сустав между костями предплюсны.
У млекопитающих предплюсна чаще состоит из семи костей (как и у человека); у копытных в качестве приспособления к бегу число костей предплюсны уменьшено до пяти.

## Предплюсна человека
У человека предплюсна состоит как правило из семи костей (если не считать аномалии развития и многочисленные непостоянные сесамовидные кости). В задней части предплюсны располагаются таранная кость, которая сверху сочленяется с костями голени, образуя голеностопный сустав, и пяточная кость. В передней части располагаются небольшие ладьевидная, кубовидная и три клиновидные кости (медиальная, промежуточная и латеральная).
Между костями предплюсны образуется несколько небольших суставов: подтаранный сустав (между таранной и пяточной костями), таранно-пяточно-ладьевидный, пяточно-кубовидный и клиноладьевидный. Посредством трёх предплюсне-плюсневых суставов кости предплюсны дистально сообщаются с костями плюсны.

## Дополнительные изображения

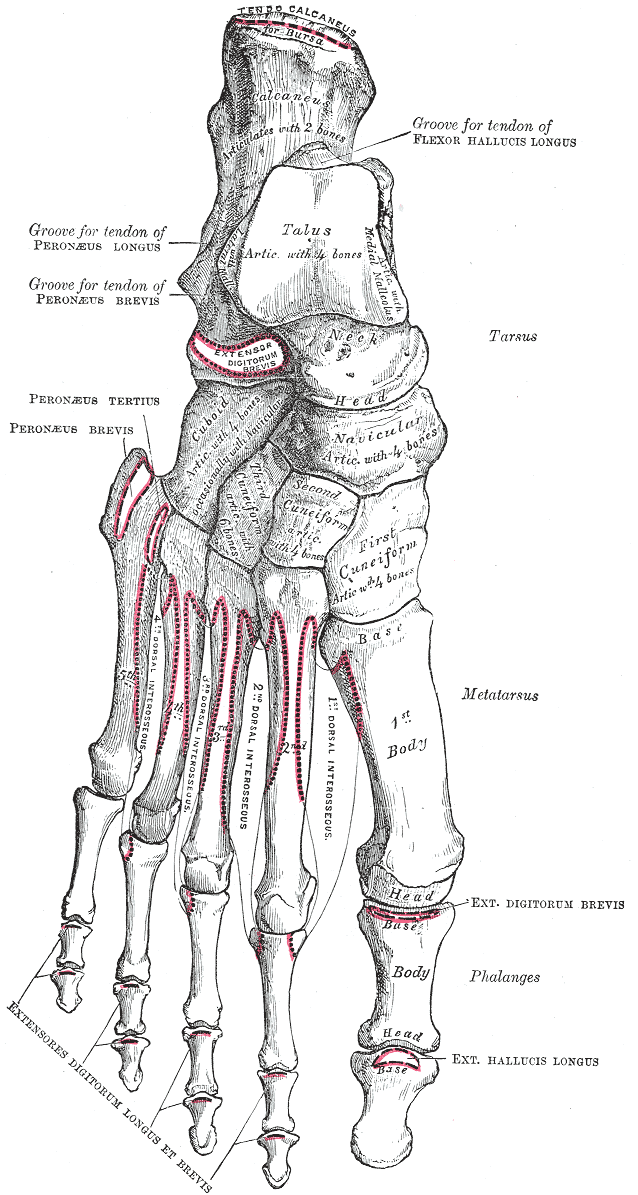
Кости правой стопы, вид сверху (тыльная поверхность)
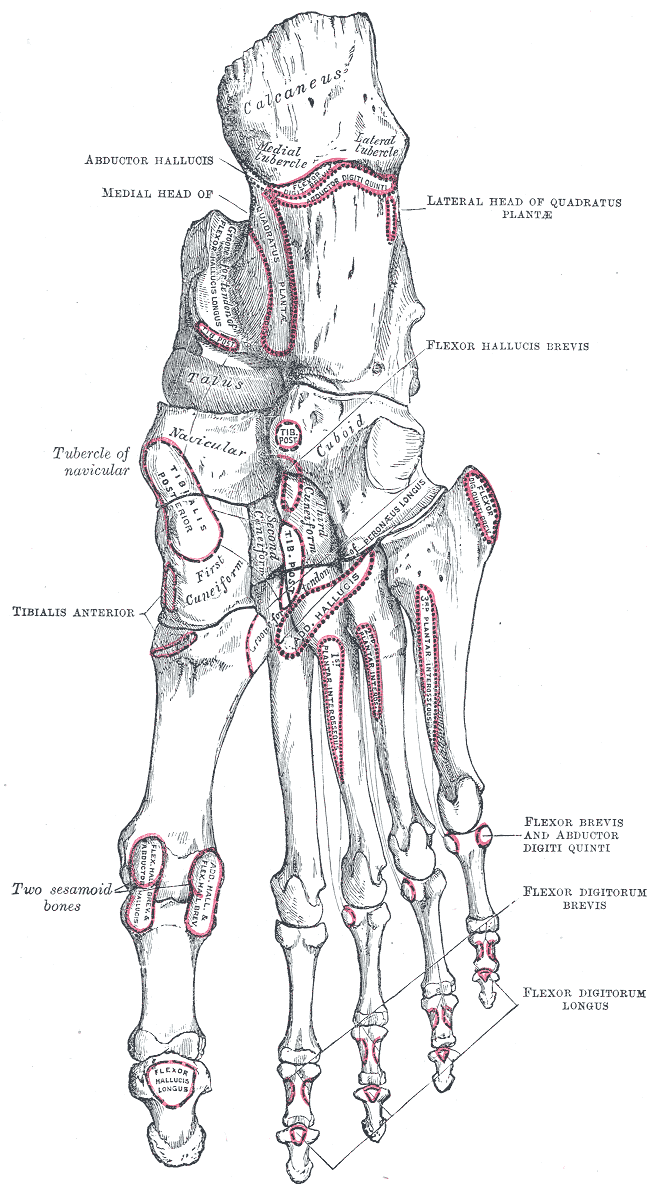
Кости правой стопы, вид снизу (подошвенная поверхность)
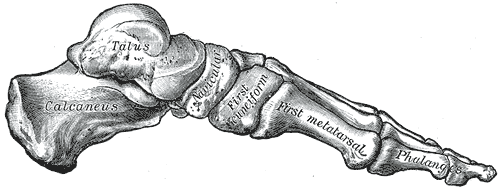
Кости левой стопы, вид изнутри
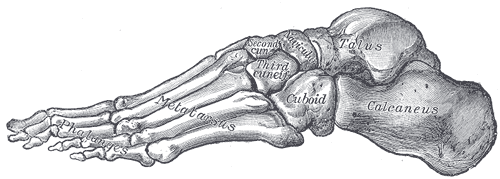
Кости левой стопы, вид снаружи